# Mise en bouteilles (vin)

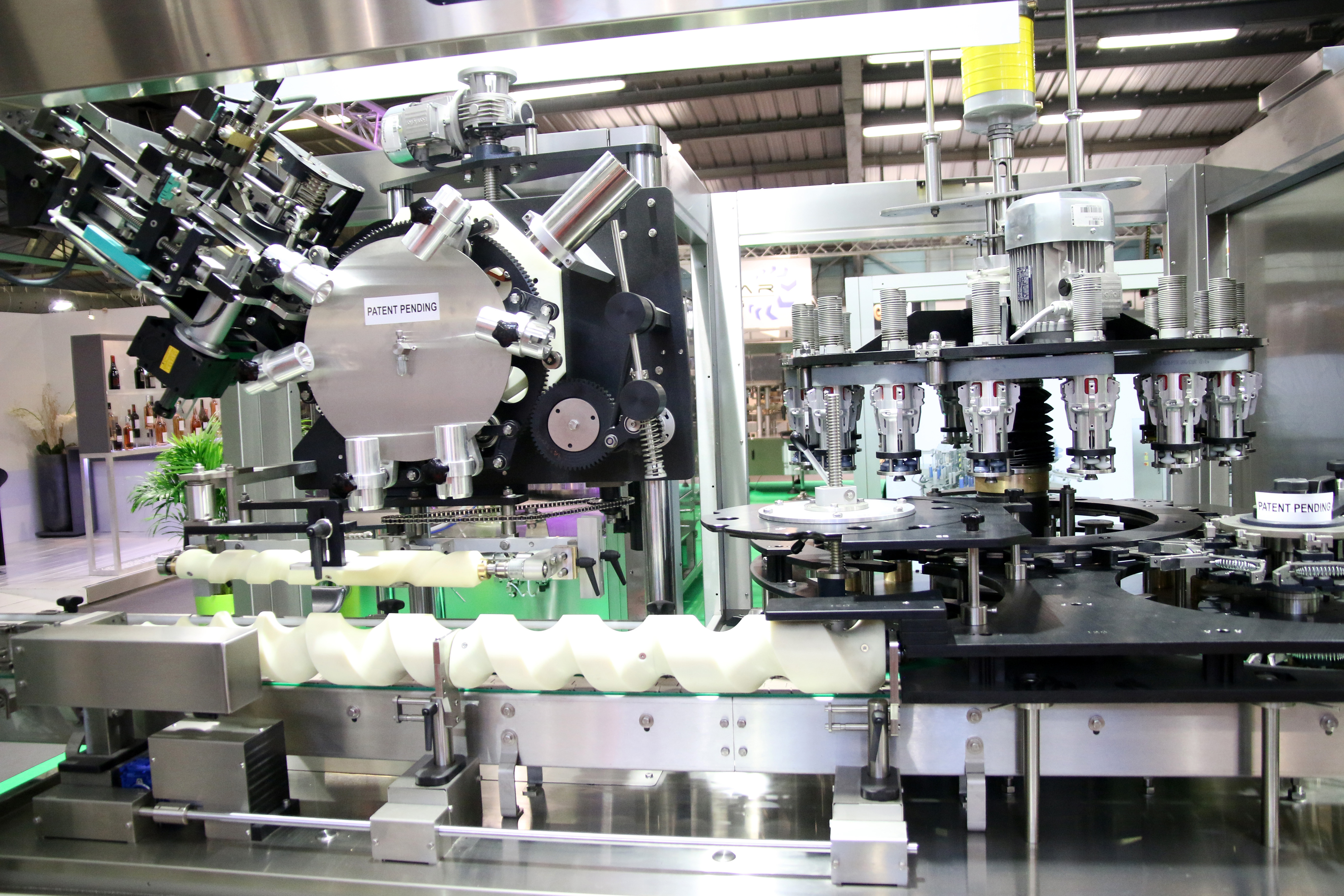
Chaîne d'embouteillage

La mise en bouteilles ou l'embouteillage du vin est l'étape qui conclut l'élevage du vin, avant que celui-ci soit vendu en bouteilles.
Les opérations s'effectuent avec un groupe (ou chaîne) de mise en bouteilles ou d'embouteillage.
La mise en bouteilles comporte un ensemble d'étapes, pouvant être facultatives, qui concernent d'une part le vin, et d'autre part les matières sèches (bouteilles, bouchons, etc.). Ces étapes sont la gestion de l'alimentation en vin, le transfert dans les bouteilles, et le contrôle de ses paramètres pour les matières sèches : l'alimentation en bouteilles vides, leur rinçage, séchage, inertage, puis le bouchage ou le capsulage à vis. Peuvent s'ensuivre, sur la même chaîne, l’étiquetage et le capsulage ou le cirage.

## Historique

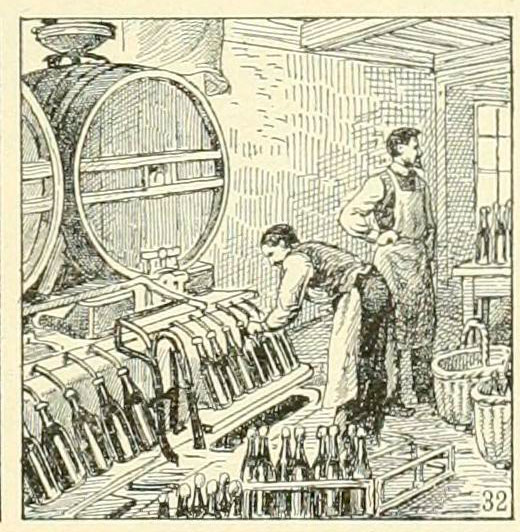
Mise en bouteille manuelle depuis un foudre. Illustration - 1922

Depuis l'outre à vin (de) et les amphores de l'Antiquité, la bouteille de verre se développe au début du XVIIe siècle, avec l'industrie verrière (en). Le diplomate anglais sir Kenelm Digby est considéré comme l'inventeur de la bouteille de vin moderne. Il lance après 1645 la fabrication en série du verre de houille, avec des bouteilles au fond évidé (fond « piqué », initialement pour assurer une meilleure stabilité), au verre épais et sombre et au goulot cylindrique dont la régularité et la solidité renforcée par une bague permettent d'améliorer le bouchage.
Le bouchon de liège, élastique et imperméable, découvert par les Anglais avec le commerce du Porto, assure l'étanchéité de la bouteille et la respiration du vin. Le goulot renforcé permet au viticulteur d'enfoncer le bouchon de liège à coups de maillet sans faire éclater le col de la bouteille. Ainsi, le bouchon de liège est devenu le bouchage idéal. Le contexte lié aux matériaux permet dès lors de mettre le vin en bouteille manuellement, directement depuis le récipient (fût, cuve, etc.).

Différentes boucheuses mécaniques manuelles.
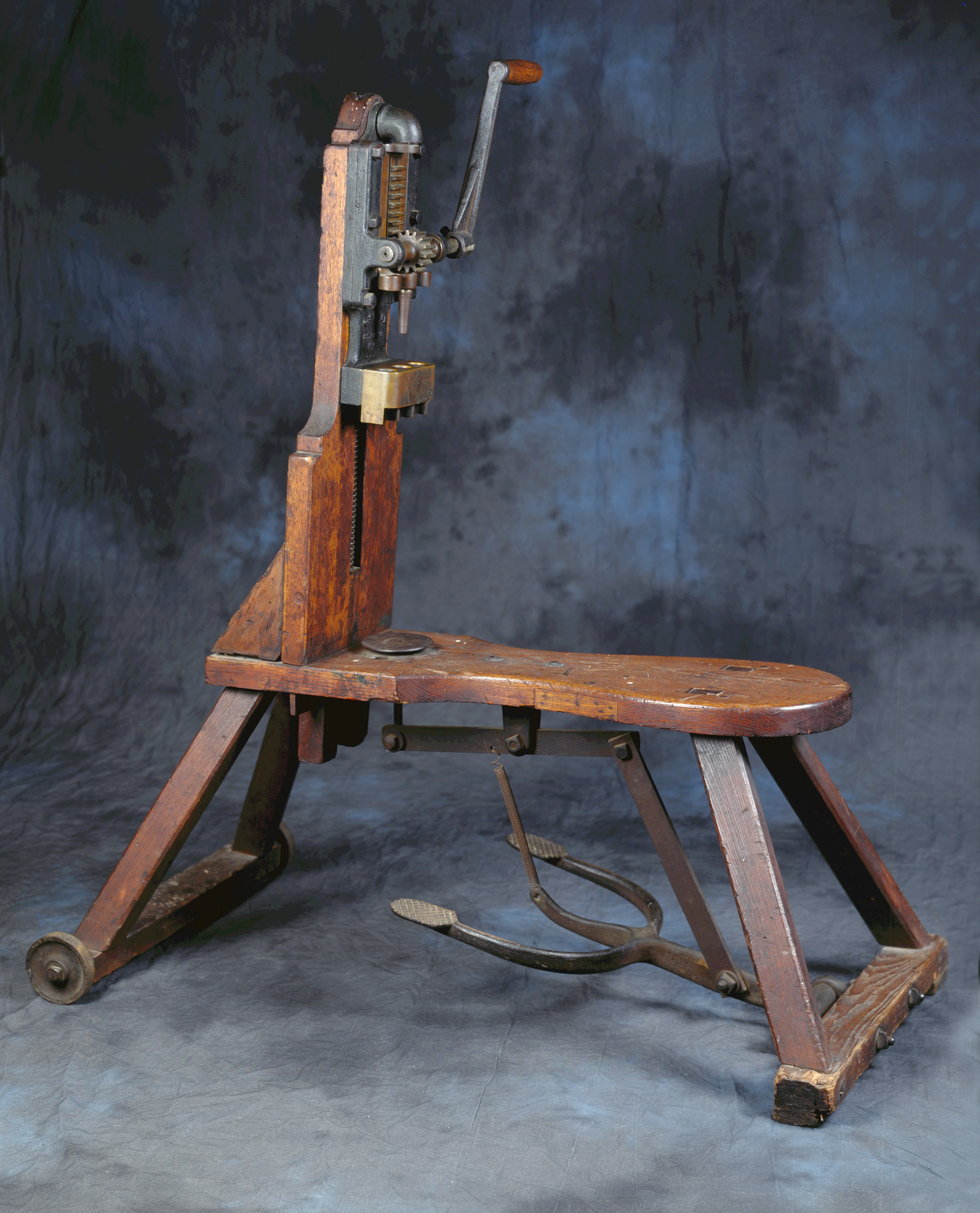
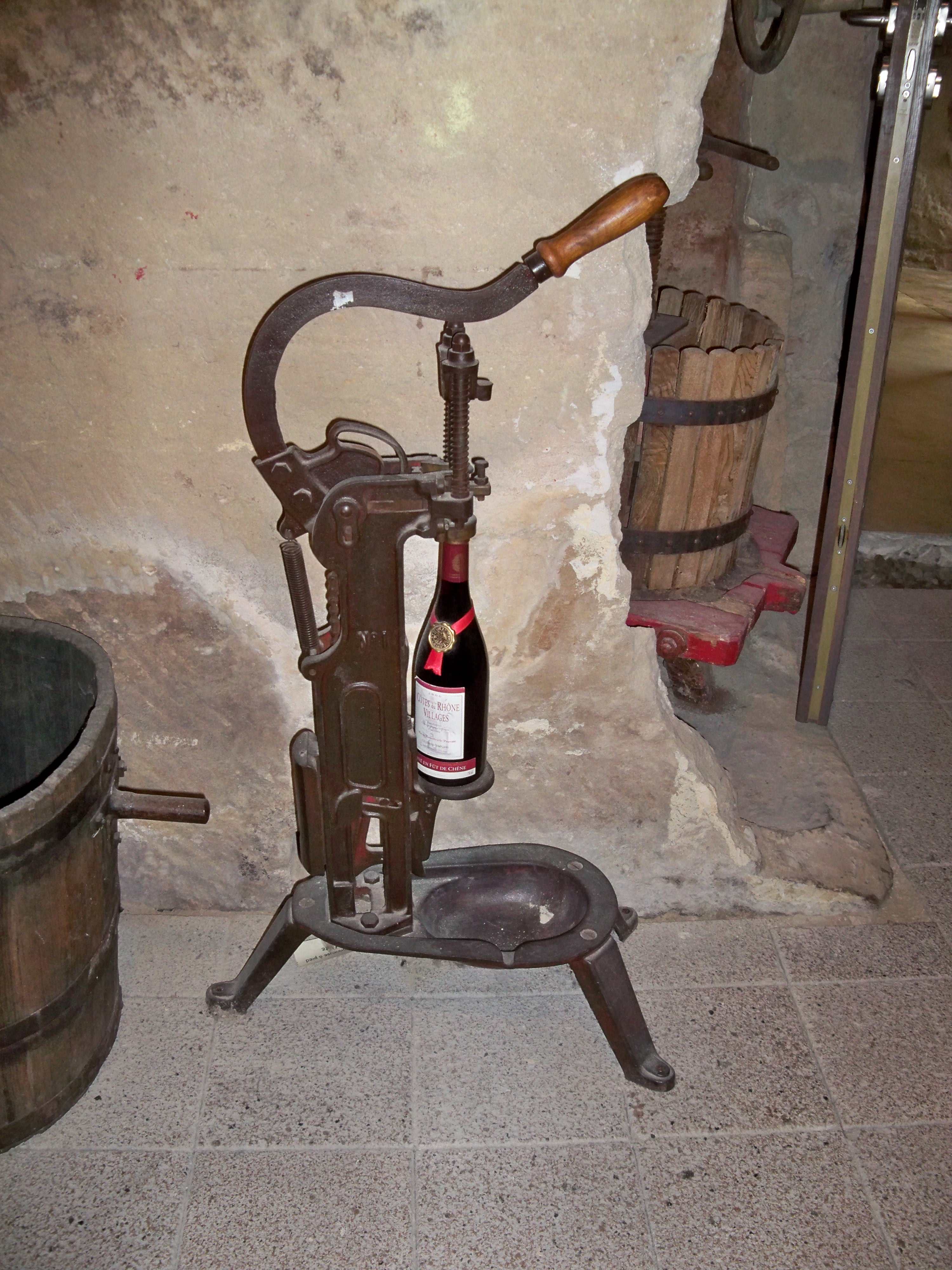
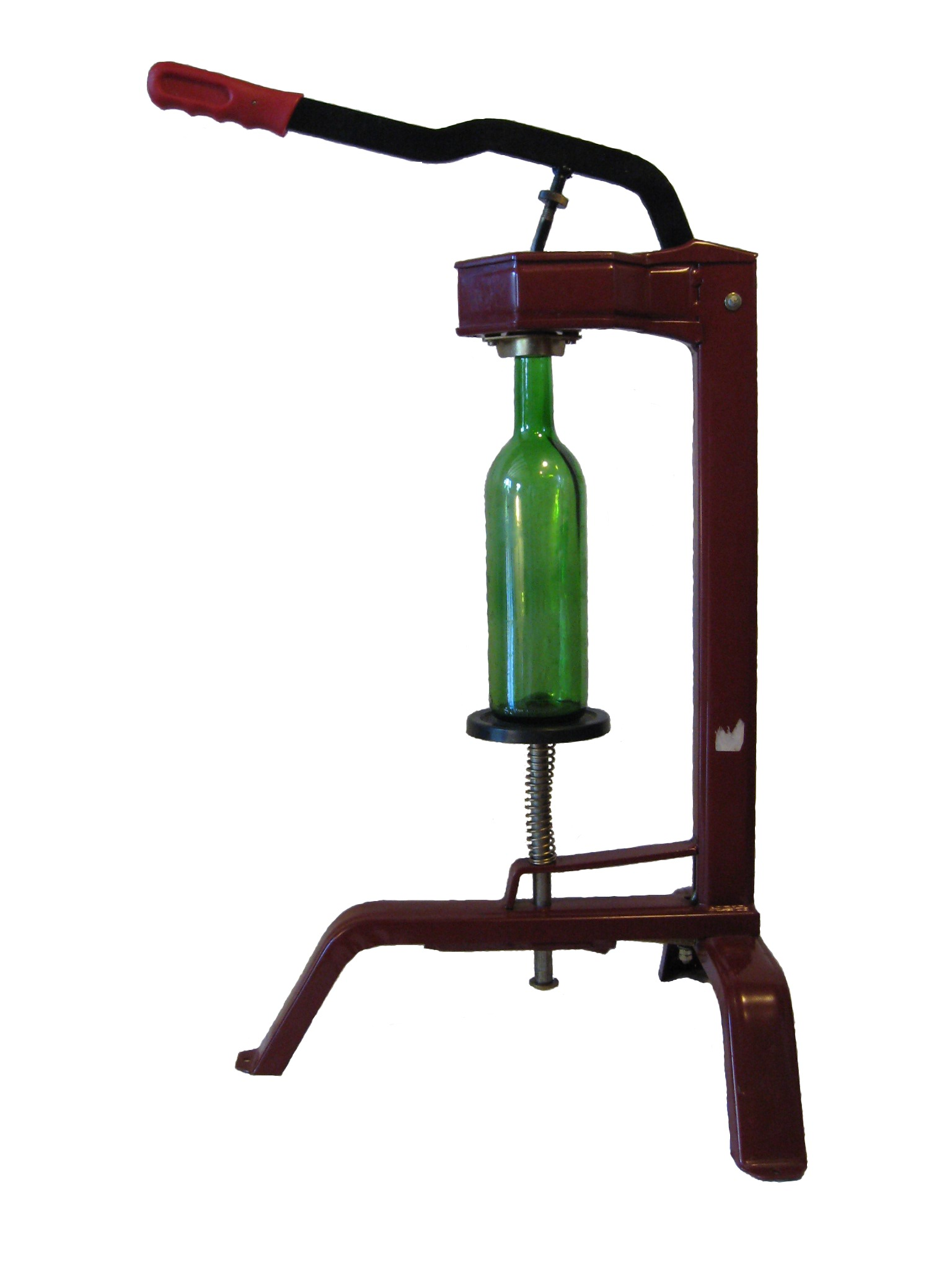

Les différentes opérations sont ensuite mécanisées, les becs de tirage permettent un remplissage sans débordement, à partir d'une cuve tampon. Ils autorisent ainsi de remplir plusieurs bouteilles simultanément et d'assurer une rotation pendant le remplissage. Le bouchage mécanique se fait d'abord à l'aide d'une boucheuse à levier manuel, puis des boucheuses automatisées apparaissent.
L'ensemble des opérations sont par la suite rassemblées dans une en chaîne, ou groupe, d'embouteillage.

## Préparation préalable du vin
La mise en bouteille du vin se réalise après l'étape de l'élevage. La cuvée à mettre en bouteille est préalablement transférée dans une cuve à l'occasion d'un soutirage, éventuellement après un collage.
Différents paramètres analytiques doivent être contrôlés, avant l'étape finale pour le vin, cela nécessite d'anticiper plusieurs jours en amont pour leur réajustement éventuel, et la vérification de ces réajustements ensuite.

### Turbidité

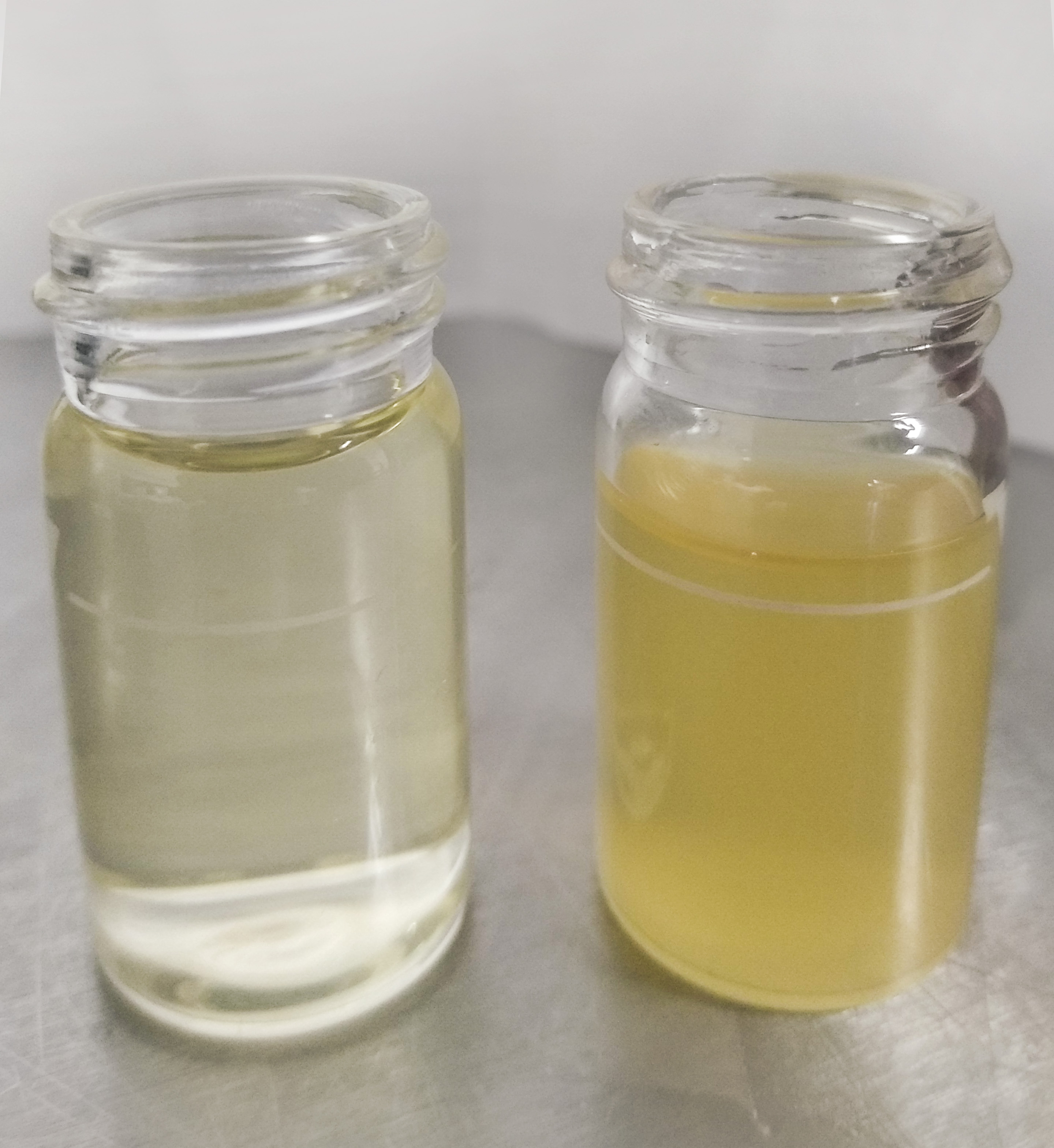
Exemple de différences de turbidité.

La limpidité du vin peut être éventuellement corrigée par filtration, afin d'améliorer sa turbidité, elle est souvent plus élevée pour les rouges que pour les blancs, comprise entre 2 et 10 NTU en sortie d'élevage, la filtration peut la faire descendre entre 0,5 et 2 NTU en prévision de la mise en bouteille.

### Teneur en soufre
La teneur en SO2, qui a pour rôle de protéger le vin, peut être ajustée. Les opérations de mise en bouteille et préalables, risquent de dissoudre de l'oxygène et d'oxyder le vin, le soufre permet d'atténuer son effet sur le vin. Un sulfitage préventif permet de contrecarrer l'effet de l'oxygène alors dissous dans le vin embouteillé, il prémunit également d'éventuels microorganismes.
La teneur peut être réajustée entre 20 et 25 mg/L, jusqu'à 45 mg/L suivant le bouchage et le type de vin. Une quantité d'1 mg/L d’oxygène dissous consomme 3 à 4 mg/L de SO2. La mise en bouteille peut apporter de 0,5 à 5 mg/L d'oxygène dissous ce qui peut consommer quasiment la totalité du SO2 apporté en protection, et démunir le vin pour la suite de son élevage en bouteille.

### Teneur en gaz carbonique
La teneur en gaz carbonique, peut être augmentée ou diminuée selon le taux souhaité, usuellement entre 400 et 800 mg/L pour les rouges, et 600 et 1000 mg/L pour les blancs, au delà le vin devient perlant. Le gaz carbonique étant soluble dans le vin, la teneur peut être abaissée par une décarbonication lors d'un brassage du vin à l'aide d'un gaz neutre comme de l'azote, au contraire elle peut être augmentée par un bullage au CO2, appelé carbonication. Ce paramètre modifie la dégustation du vin.

## Processus d'embouteillage

### Alimentation en vin
Pour être embouteillé, le vin peut être transféré avec une pompe ou par gravité, dans une cuve tampon du groupe de mise en bouteille. Cette cuve tampon permet ensuite un écoulement direct dans les bouteilles via des becs de tirage, l'ensemble est appelé une tireuse.
L'alimentation en vin en entrée du groupe de mise peut passer par une grille à maille fine, pour arrêter d'éventuels corps étrangers, ou être filtré à nouveau sur une cartouche de filtration dont une porosité très faible permet de rendre stérile le vin en bloquant tous les micro-organismes et d'éviter toute altération du vin en bouteille.

### Alimentation en bouteilles
Les bouteilles vides neuves sont stockées le plus souvent à la verticale, en palettes, sur plusieurs rangs. Elles sont dépalettisées soit à la main, soit par une pince sur bras articulé contrôlée manuellement, soit par des robots sur les gros sites de production.

### Préparation des bouteilles
Les bouteilles peuvent être lavées puis égouttées voire séchées. Pour ce faire, des carrousels permettent de faire passer à la suite les bouteilles retournées au dessus d'un jet d'eau sous pression à travers le goulot, l'égouttage pendant quelques secondes sur la chaîne, et un jet d'air permettant de chasser les gouttelettes.
Un module permettant de faire le vide d'air dans la bouteille puis d'injecter un gaz remplaçant l'air, comme du CO2, du N2 ou de l'argon, permet d'éviter la présence d'oxygène gazeux dans la bouteille et sa dissolution dans le vin au moment du remplissage.

### Tirage
Les bouteilles sont remplies progressivement de vin par des becs de tirage à l'intérieur de la bouteille, le vin s'écoule par un orifice en bas du bec jusqu'à ce que le niveau atteigne la hauteur de cet orifice. Le vin s'arrête alors de couler par contre-pression. Le nombre de becs sur les tireuses peut varier de 6 à 24, pour les modèles classiques.
Le niveau de vin peut ensuite être ajusté à la hauteur voulue par un module plongeant dans le goulot, et faisant une aspiration du trop plein (dû à l'inertie de l'écoulement préalable).

### Bouchage
Les bouteilles sont bouchées ou capsulées. Dans les deux cas un gaz inerte peut être injecté dans l'espace de tête (volume présent entre le niveau haut du vin dans le col, et le haut du goulot), puis un vide d'air au moment de l'insertion du bouchon, ainsi on diminue fortement la présence d'oxygène emprisonné entre le vin et le bouchon ou la capsule. 
Le choix du bouchage peut se faire entre un bouchon en liège (naturel, aggloméré, mixte), en synthétique, en verre, ou une capsule à vis. Ce choix dépend de la quantité de transfert d'oxygène souhaitée pendant le vieillissement, du marché de distribution, du coût, et de l'apparence.

#### Bouchon
Le bouchage se fait en plusieurs étapes, la descente du bouchon depuis une goulotte dans la tête de bouchage, sa compression par des mors à un diamètre de 15,5 mm au minimum, puis est inséré dans le goulot par un poinçon d'enfoncement. La cadence maximale est définie par les caractéristiques physiques du liège, et se limite à environ 1500 bouteilles/heure/tête de bouchage. Un chanfrein sur les bords du bouchon permet un meilleur enfoncement. Le centrage de la bouteille grâce à une tulipe sous la tête de bouchage, sa position verticale, et un goulot propre et sec favorisent un bouchage correct.
La hauteur du bouchage doit être réglée suivant plusieurs paramètres :
- Le bouchon doit être enfoncé pour qu'il affleure à peine le haut du goulot.

- La longueur du bouchon doit être choisie pour que le dégarni soit de 10 mm environ pour les bouteilles standards, il permet d'encaisser la variation de volume due aux changements de température, sans risque d'avoir une bouteille dite « couleuse ». Avec un espace de tête trop petit, ce risque de couleuse augmente, trop grand l'oxygène emprisonné augmente.
- Le dégarni doit tenir compte de la hauteur de vin nécessaire pour un remplissage correct.

D'autres paramètres peuvent être pris en compte pour le choix du bouchon : qualité et densité du liège, retour élastique, absence de trichloroanisoles, taux d'humidité.

#### Capsule à vis
Pour les capsules à vis, la capsule est convoyée, le sens de positionnement est ajusté pour pouvoir être apposée sur le goulot. Le sertissage se fait sur un module par écrasement, il peut être contrôlé par mesure dynamométrique (résistance de 12 à 13 kgf/cm environ). Le filetage de la bouteille doit être contrôlé visuellement, celui-ci étant le point critique d'étanchéité.
Les vins doivent être adaptés à ce type de bouchage et prendre en compte le transfert d'oxygène moindre pendant le vieillissement.

### Opérations ultérieures
Les bouteilles sont temporairement laissées verticales pendant quelques minutes sur une table d'accumulation ou par un convoyage lent sur un tapis roulant, afin que le bouchon qui a été compressé reprenne sa dimension et s'adapte au goulot. Si cette étape n’est pas respectée, il y a un risque important de bouteilles couleuses, où le vin arrive à trouver un espace pour sortir entre le bouchon et le verre du goulot.

#### Habillage
Les bouteilles peuvent être habillées, c'est-à-dire qu'on peut leur apposer leurs étiquette et contre-étiquettes, ainsi qu'une capsule. Cela implique que la destination et le réseau de vente des bouteilles soient connus, les mentions sur la contre-étiquette et la capsule peuvent varier selon les pays d'exportation, l'étiquette elle-même est parfois différente sur un même vin selon le réseau de distribution. La grande distribution, par exemple, impose souvent une étiquette différente pour sa commercialisation. Dans la pratique, peu de bouteilles sont directement habillées après la mise en bouteille, cela ne permet de gagner du temps que pour les grosses quantités vendues à un client dont on a la certitude de vente régulière.

#### Stockage
Les bouteilles sont ensuite mises à l'horizontal, dans des palettes, sur pile (empilées les unes sur les autres) ou en cartons.

Chaînes d'embouteillage
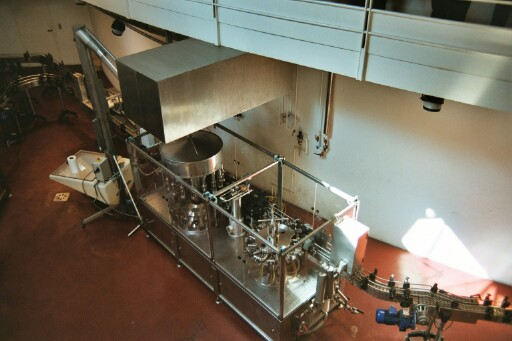
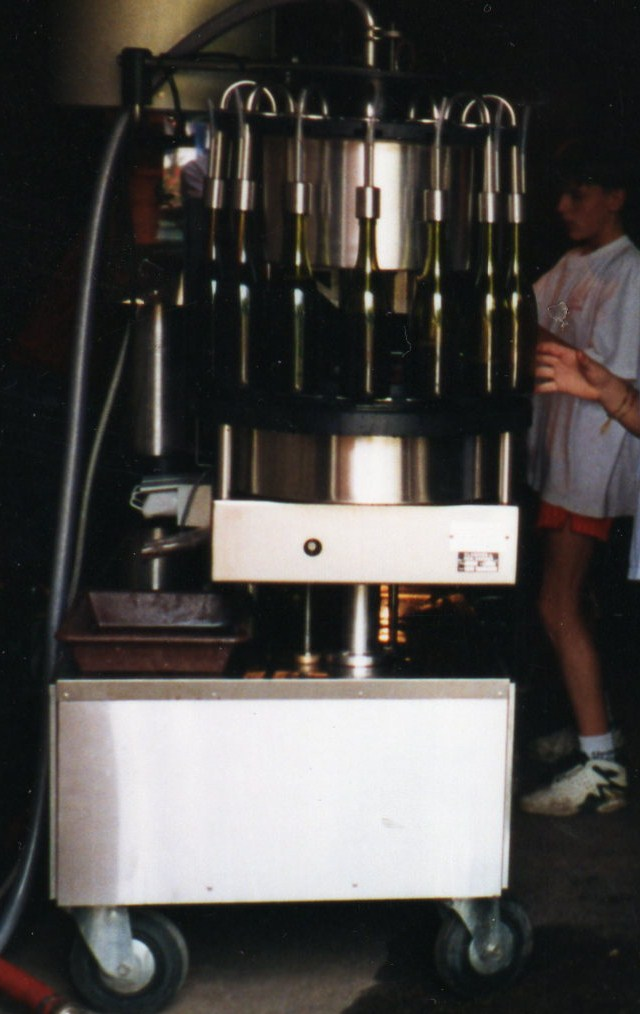
Groupe d'embouteillage
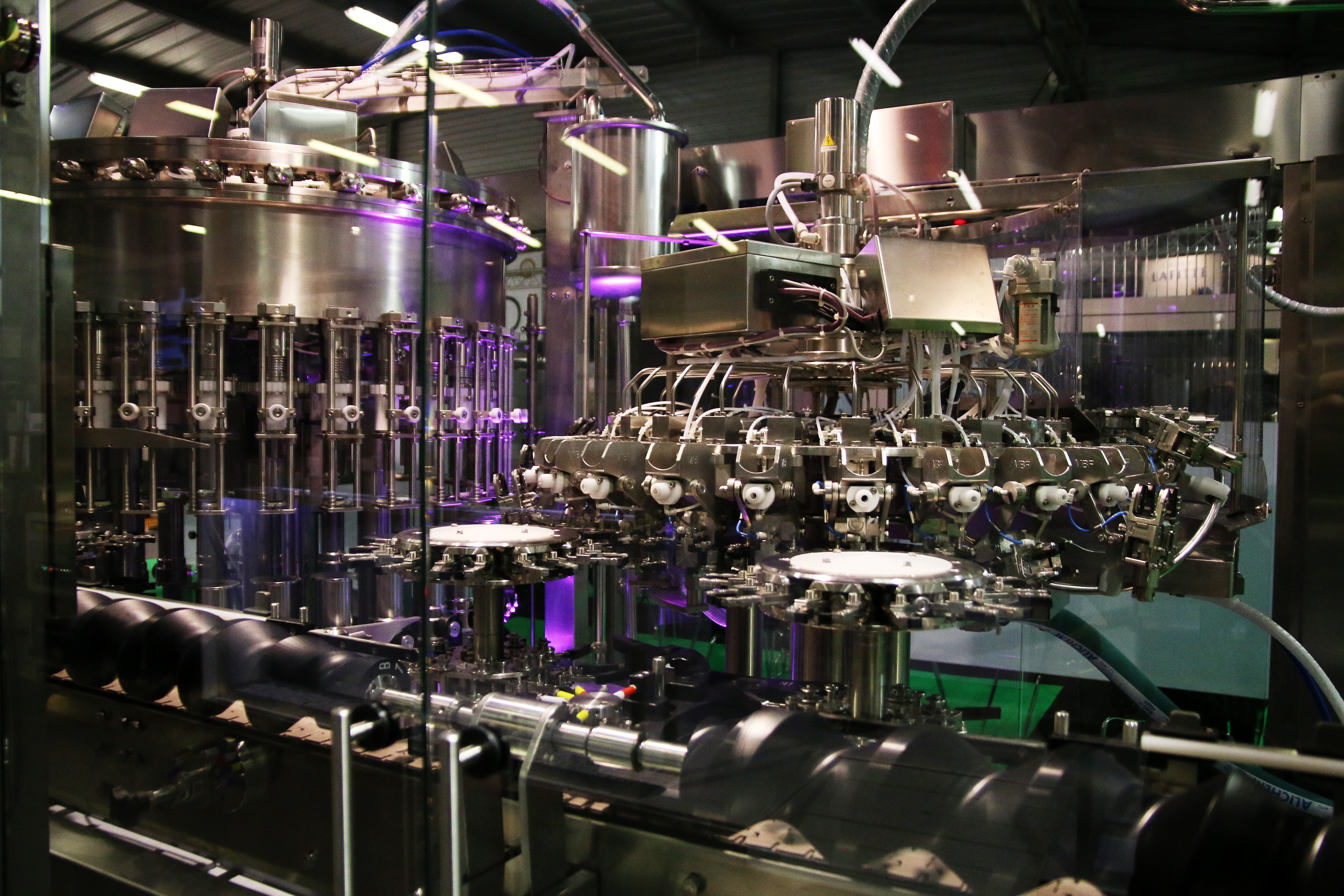

### Paramètres à contrôler
La mise en bouteille étant la dernière étape du processus de vinification, l'état du vin doit être contrôlé au préalable pour garantir le produit final au consommateur, ainsi que le processus de mise.

#### Température
La température doit être proche de 20 °C pour plusieurs raisons pratiques.
L'oxygène se dissolvant plus facilement à basse température, il y a un risque d'oxydation ultérieure en bouteille si le vin est trop froid lors de la mise.
La justesse du volume de remplissage (0,75 L par exemple) est mesurée avec des outils étalonnés à 20 °C, cela évite la conversion avec des abaques.
Une augmentation ou une diminution du volume par la suite résulteraient d'un grand écart de température avec le vin à la mise en bouteille, les liquides se dilatant avec l'augmentation de température. Dans le cas d'une dilatation, il y a un risque de bouteille « couleuse », ou même de sortie partielle du bouchon.

#### Pression
Afin de dissoudre le moins d'oxygène possible dans le vin et garantir un bouchage correct, la pression doit être nulle voire négative par rapport à la pression atmosphérique. Une cloche de dépressurisation munie d'un manomètre peut être installée sur le module de bouchage pour contrôler la pression à cette étape.
Une fois les bouteilles bouchées, et après quelques minutes pour plus de stabilité de la mesure, la pression peut être vérifiée à l'aide d'un aphromètre, à 20 °C.

#### Volume
Le volume de vin dans une bouteille est vérifié grâce à la mesure de la hauteur de vin dans le goulot, et au plan verrier du fournisseur de bouteille qui donne à quelle distance du goulot le niveau de vin doit être pour avoir le volume vendu pour la bouteille. Un volume de 0,75 L pour une bouteille standard se trouve par exemple à 55 ou 63 mm du haut de la bouteille. Cette information est souvent moulée sur le culot de la bouteille.

#### Oxygène

##### Source
La quantité d'oxygène présent au moment de l'embouteillage est un paramètre à contrôler pour vérifier le bon fonctionnement des éventuels systèmes de désoxygénation, mais également qu'il n'y a pas d'apport excessif par rapport à un déroulement normal.
Les vins gagnent à être stockés dans des cuves à plafond mobile, ou des cuves inertées, pour limiter le transfert d'oxygène durant la mise en bouteille, par échange entre l'air de vidange et la surface du vin.
L'oxygène peut se présenter sous deux formes, l'oxygène dissous dans le vin, dû aux mouvements du liquide, et l'oxygène présent dans l'espace de tête, situé entre le vin et le bouchon, et aussi appelé dégarni ou chambre de dégarni. Cet oxygène emprisonné dans le dégarni va migrer progressivement dans le vin en quelques jours, et s'additionner à celui déjà dissous dans le vin.
Lors d'une mise en bouteille les premières et dernières bouteilles sont plus sujettes à recevoir un excès d'oxygène contrairement à celles du milieu de mise qui correspondent à un fonctionnement régulier du groupe.

##### Mesure
Il est possible de mesurer la quantité d'oxygène avec des bouteilles de test. Ces bouteilles en verre blanc, réutilisables, sont munies à l'intérieur de pastilles composées d'une membrane polymère photoluminescente et sensible à l'oxygène, soit dissous dans un liquide, soit dans l'air. La détection se fait par l'excitation de la surface polymère sensible à l'oxygène par une diode électroluminescente bleue, puis cette membrane renvoie de la lumière rouge. La mesure se fait en comparant le temps écoulé entre l'excitation et l'émission de lumière, cette valeur est proportionnelle à la concentration en oxygène. 
Des mesures peuvent être faites avec le même principe sur le matériel directement et en continu, notamment en sortie de cuve d'origine, en entrée du groupe, et dans la cuve tampon.
La mise en bouteille peut apporter de 0,5 à 5 mg/L d'oxygène suivant la protection apportée par inertage.

### Effervescents
Les vins effervescents nécessitent une mise en bouteille spécifique, dépendant de la méthode de prise de mousse suivie.
On retrouve les étapes de dégorgement, d'ajout de liqueur de tirage, et ensuite, dans le cas d'un bouchage au liège se fait la pose d'un muselet et d'une capsule, ou dans d'autres cas d'une capsule sertie. Comme pour les vins tranquilles, l'opération peut être suivie de l'habillage, avec notamment la pose d'une coiffe.

## Impact organoleptique
Le vin mis en bouteille subit plusieurs opérations physiques, qui peuvent modifier son expression organoleptique. Les vins sont pompés, transférés, les bouteilles mises sous vide, toutes ces opérations mécaniques peuvent apporter de l'oxygène, ou jouer sur la dissolution de celui-ci et d'autres gaz dû aux changements de pression appliqués.
Il en résulte que les vins mis en bouteilles changent de profil aromatique, ils sont souvent plus fermés et austères, et se goûtent mal. La volatilité des arômes étant liée au gaz, la modification de cet équilibre peut être un facteur. Les vins retrouvent leur expression d'origine quelque temps après, cela peut aller de quelques semaines à quelques mois.
L'éventuelle filtration préalable peut, elle, modifier la structure du vin en bouche. Le sulfitage peut également assécher les vins et procurer des arômes soufrés, quant à la décarbonication, elle diminue la perception de fraîcheur d'un vin, et augmente sa rondeur.

## Économie

### Coût de l'opération

#### Matériel
Un groupe de mise en bouteille est un matériel coûteux, comparé à sa fréquence d'utilisation dans l'année, il est cependant primordial pour assurer la qualité du vin embouteillé. Son prix dépend du nombre de module installé, cela peut être une simple tireuses à quelques becs avec une tête de bouchage, jusqu'à tous les équipements de nettoyage de bouteilles, de désoxygénation, etc. Le nombre de bouteilles pouvant être simultanément remplies fait également augmenter le coût, pour un gain en productivité.

#### Main d'œuvre
Une mise en bouteille nécessite de mobiliser du personnel, dans le cas ou les tâches ne sont pas robotisées, notamment pour l'approvisionnement en bouteilles vides, pour la palettisation des bouteilles pleines, pour la surveillance des paramètres, l'approvisionnement en matières sèches et le bon déroulement de la mise, et pour la logistique de stockage.

#### Matière sèche
Les matières sèches (bouteilles, bouchons, etc.) représentent un coût variable en fonction de leur qualité, et de fait doivent être adaptées au prix de vente final de la bouteille.

### Prestation de service
La mise en bouteille est un poste fréquemment délégué à un prestataire de service. Les prestataires de service peuvent être des entreprises spécialisées, ou simplement des domaines ou caves coopératives équipés qui font le travail à façon pour d'autres domaines. Leurs équipements, plus coûteux à l'achat et en entretien, permettent de travailler à des cadences plus élevées, ce qui est intéressant pour des cuvées représentant de gros volumes. Le rendement peut aller jusqu'à 170 hectolitres par jour.
L'intérêt pour le prestataire est un meilleur amortissement des équipements par une utilisation plus fréquentes qu'un domaine, et pour le domaine la baisse du coût à la bouteille, par exemple en 2013 dans le sud de la France, et suivant le lot, celui-ci varie de 0,15 à 0,25 €/bouteille.
Il est possible d'établir un cahier des charges pour les deux parties, reprenant notamment le contrôle des paramètres critiques durant la mise en bouteille.